# Eccellenza Emilia-Romagna 2025-2026
Il campionato italiano di calcio di Eccellenza regionale 2025-2026 è il trentacinquesimo organizzato in Italia. Rappresenta il quinto livello del calcio italiano ed è organizzato su base regionale. Questa voce approfondisce il torneo organizzato in Emilia-Romagna.

## Stagione
Per la stagione 2025-2026 le squadre aventi diritto all'iscrizione sono sempre 36, divise in due gironi da 18 squadre l'uno: le 25 delle 26 rimaste dalla scorsa stagione, per la fusione tra Fidentina e Borgo San Donnino in un'unica squadra, le due retrocesse dalla Serie D (Corticella e Fiorenzuola, mentre lo United Riccione retrocesso dalla Serie D non presenta domanda di iscrizione), le quattro vincitrici dei gironi del campionato di Promozione (Pontenurese, Atletic CDR Mutina, Mesola e Fratta Terme), le quattro vincenti dei play-off Promozione 2024-2025 (Comacchiese, Santarcangelo, Campagnola e Bobbiese) e la nuova società rappresentante la città di Ferrara (Ars et Labor Ferrara) ai sensi dell'art. 52 comma 10 NOIF.

### Formula
La prima classificata di ciascun girone è promossa direttamente alla categoria superiore, mentre per decretare la squadra di ciascun girone che parteciperà agli spareggi nazionali verranno disputati i play-off in casa della meglio classificata, considerata vincente anche in caso di pareggio dopo i tempi supplementari: la vincente della seconda contro la quinta contro la vincente della terza contro la quarta. Le retrocessioni sono quattro per girone, per un totale di otto squadre: le ultime due retrocedono direttamente, mentre altre due squadre retrocedono dopo i play-out, che si disputeranno in gara unica in casa della squadra meglio classificata che si salva in caso di vittoria o pareggio dopo i tempi supplementari, tra la 13ª e la 16ª classificata e tra la 14ª e la 15ª classificata. Se il distacco tra le squadre interessate a tutti gli spareggi risulta maggiore o uguale a sette punti, lo spareggio non avviene e perde direttamente la squadra peggio classificata. 

## Girone A

### Squadre partecipanti
| Club                        | Città                                | Stadio                                            | Stagione precedente                 |
| --------------------------- | ------------------------------------ | ------------------------------------------------- | ----------------------------------- |
| Agazzanese                  | Agazzano (PC)                        | Stadio Felice Baldini                             | 6º posto in Eccellenza/A            |
| Arcetana                    | Arceto di Scandiano (RE)             | Stadio Comunale                                   | 13º posto in Eccellenza/A           |
| Atletic CDR Mutina          | Modena                               | Centro sportivo Lauro Bolelli (Campogalliano)     | 1º posto in Promozione/B, promosso  |
| Bobbiese                    | Bobbio (PC)                          | Stadio Lucio Bianchi                              | 2º posto in Promozione/A, ripescato |
| Brescello Piccardo          | Brescello (RE)                       | Stadio Giovanni Morelli                           | 4º posto in Eccellenza/A            |
| Campagnola                  | Campagnola Emilia (RE)               | Campo Comunale E. Sabbadini                       | 3º posto in Promozione/B, ripescato |
| Corticella                  | Bologna (Corticella)                 | Centro sportivo Amedeo Biavati                    | 14º posto in Serie D/D, retrocesso  |
| Fabbrico                    | Fabbrico (RE)                        | Stadio Camillo Soprani                            | 11º posto in Eccellenza/A           |
| Fidentina Borgo San Donnino | Fidenza (PR)                         | Stadio Dario Ballotta                             | 7º posto in Eccellenza/A            |
| Fiorenzuola                 | Fiorenzuola d'Arda (PC)              | Stadio Attilio Pavesi                             | 17º posto in Serie D/D, retrocesso  |
| Nibbiano & Valtidone        | Nibbiano di Alta Val Tidone (PC)     | Stadio Armando Molinari                           | 2º posto in Eccellenza/A            |
| Ponterunese                 | Pontenure (PC)                       | Stadio Paratici                                   | 1º posto in Promozione/A, promosso  |
| Real Formigine              | Formigine (MO)                       | Stadio Franco Pincelli                            | 12º posto in Eccellenza/A           |
| Rolo                        | Rolo (RE)                            | Campo Comunale ("B")                              | 12º posto in Eccellenza/A           |
| Salsomaggiore               | Salsomaggiore Terme (PR)             | Stadio Clemente Francani                          | 9º posto in Eccellenza/A            |
| Terre di Castelli 1907      | Castelvetro di Modena e Vignola (MO) | Stadio William Venturelli (Castelvetro di Modena) | 5º posto in Eccellenza/A            |
| Vianese                     | Viano (RE)                           | Stadio Comunale                                   | 3º posto in Eccellenza/A            |
| Zola Predosa                | Zola Predosa (BO)                    | Stadio Enrico Filippetti (Riale)                  | 8º posto in Eccellenza/A            |

### Classifica finale
|  | Pos. | Squadra                     | Pt | G | V | N | P | GF | GS | DR |
|  | ---- | --------------------------- | -- | - | - | - | - | -- | -- | -- |
|  | 1.   | Agazzanese                  | 0  | 0 | 0 | 0 | 0 | 0  | 0  | +0 |
|  | 2.   | Arcetana                    | 0  | 0 | 0 | 0 | 0 | 0  | 0  | +0 |
|  | 3.   | Atletic CDR Mutina          | 0  | 0 | 0 | 0 | 0 | 0  | 0  | +0 |
|  | 4.   | Bobbiese                    | 0  | 0 | 0 | 0 | 0 | 0  | 0  | +0 |
|  | 5.   | Brescello Piccardo          | 0  | 0 | 0 | 0 | 0 | 0  | 0  | +0 |
|  | 6.   | Campagnola                  | 0  | 0 | 0 | 0 | 0 | 0  | 0  | +0 |
|  | 7.   | Corticella                  | 0  | 0 | 0 | 0 | 0 | 0  | 0  | +0 |
|  | 8.   | Fabbrico                    | 0  | 0 | 0 | 0 | 0 | 0  | 0  | +0 |
|  | 9.   | Fidentina Borgo San Donnino | 0  | 0 | 0 | 0 | 0 | 0  | 0  | +0 |
|  | 10.  | Fiorenzuola                 | 0  | 0 | 0 | 0 | 0 | 0  | 0  | +0 |
|  | 11.  | Nibbiano & Valtidone        | 0  | 0 | 0 | 0 | 0 | 0  | 0  | +0 |
|  | 12.  | Pontenurese                 | 0  | 0 | 0 | 0 | 0 | 0  | 0  | +0 |
|  | 13.  | Real Formigine              | 0  | 0 | 0 | 0 | 0 | 0  | 0  | +0 |
|  | 14.  | Rolo                        | 0  | 0 | 0 | 0 | 0 | 0  | 0  | +0 |
|  | 15.  | Salsomaggiore               | 0  | 0 | 0 | 0 | 0 | 0  | 0  | +0 |
|  | 16.  | Terre di Castelli 1907      | 0  | 0 | 0 | 0 | 0 | 0  | 0  | +0 |
|  | 17.  | Vianese                     | 0  | 0 | 0 | 0 | 0 | 0  | 0  | +0 |
|  | 18.  | Zola Predosa                | 0  | 0 | 0 | 0 | 0 | 0  | 0  | +0 |

Legenda:
       Promosso in Serie D 2026-2027.
       ammesso agli spareggi nazionali.
 ammesso ai  play-off o ai play-out.
       Retrocesso in Promozione 2026-2027.
Regolamento:
Tre punti a vittoria, uno a pareggio, zero a sconfitta.
In caso di arrivo di due o più squadre a pari punti, la graduatoria verrà stilata secondo la classifica avulsa tra le squadre interessate che prevede, in ordine, i seguenti criteri:
- Punti negli scontri diretti.
- Differenza reti negli scontri diretti.
- Differenza reti generale.
- Reti realizzate in generale.
- Sorteggio.

## Girone B

### Squadre partecipanti
| Club                 | Città                                          | Stadio                                | Stagione precedente                 |
| -------------------- | ---------------------------------------------- | ------------------------------------- | ----------------------------------- |
| Ars et Labor Ferrara | Ferrara                                        | Stadio Paolo Mazza                    | 17º posto in Serie C/B, esclusa     |
| Castenaso            | Castenaso (BO)                                 | Stadio Guerrino Negrini               | 4º posto in Eccellenza/B            |
| Comacchiese          | Comacchio (FE)                                 | Stadio Raibosola                      | 2º posto in Promozione/C, ripescato |
| Faenza               | Faenza (RA)                                    | Stadio Bruno Neri                     | 16º posto in Eccellenza/B           |
| Fratta Terme         | Fratta Terme di Bertinoro (FC)                 | Centro sportivo Vasco Spazzoli        | 1º posto in Promozione/D, promosso  |
| Futball Cava Ronco   | Forlì                                          | Antistadio Tullo Morgagni             | 11º posto in Eccellenza/B           |
| Massa Lombarda       | Massa Lombarda (RA)                            | Stadio Comunale Dini-Salvalai         | 10º posto in Eccellenza/B           |
| Medicina Fossatone   | Medicina (BO)                                  | Stadio Enghel Bambi                   | 8º posto in Eccellenza/B            |
| Mesola               | Mesola (FE)                                    | Campo Comunale Angelo Duo             | 1º posto in Promozione/C, promosso  |
| Mezzolara            | Mezzolara di Budrio (BO)                       | Stadio Pietro Zucchini                | 2º posto in Eccellenza/B            |
| Osteria Grande       | Osteria Grande di Castel San Pietro Terme (BO) | Centro Sportivo Ferrante-Ungarelli    | 12º posto in Eccellenza/B           |
| Pietracuta           | Pietracuta di San Leo (RN)                     | Stadio Claudio Bindi                  | 3º posto in Eccellenza/B            |
| Russi                | Russi (RA)                                     | Stadio Bruno Bucci                    | 6º posto in Eccellenza/B            |
| Sampierana           | San Piero in Bagno di Bagno di Romagna (FC)    | Stadio Paolo Campodoni                | 5º posto in Eccellenza/B            |
| Sanpaimola           | San Patrizio di Conselice (RA)                 | Stadio Comunale Buscaroli (Conselice) | 7º posto in Eccellenza/B            |
| Sant'Agostino        | Sant'Agostino di Terre del Reno (FE)           | Centro Sportivo Caselli               | 14º posto in Eccellenza/B           |
| Santarcangelo        | Santarcangelo di Romagna (RN)                  | Stadio Valentino Mazzola              | 2º posto in Promozione/D, ripescato |
| Solarolo             | Solarolo (RA)                                  | Stadio Cesare Arboscelli              | 9º posto in Eccellenza/B            |

### Classifica finale
|  | Pos. | Squadra              | Pt | G | V | N | P | GF | GS | DR |
|  | ---- | -------------------- | -- | - | - | - | - | -- | -- | -- |
|  | 1.   | Ars et Labor Ferrara | 0  | 0 | 0 | 0 | 0 | 0  | 0  | +0 |
|  | 2.   | Castenaso            | 0  | 0 | 0 | 0 | 0 | 0  | 0  | +0 |
|  | 3.   | Comacchiese          | 0  | 0 | 0 | 0 | 0 | 0  | 0  | +0 |
|  | 4.   | Faenza               | 0  | 0 | 0 | 0 | 0 | 0  | 0  | +0 |
|  | 5.   | Fratta Terme         | 0  | 0 | 0 | 0 | 0 | 0  | 0  | +0 |
|  | 6.   | Futball Cava Ronco   | 0  | 0 | 0 | 0 | 0 | 0  | 0  | +0 |
|  | 7.   | Massa Lombarda       | 0  | 0 | 0 | 0 | 0 | 0  | 0  | +0 |
|  | 8.   | Medicina Fossatone   | 0  | 0 | 0 | 0 | 0 | 0  | 0  | +0 |
|  | 9.   | Mesola               | 0  | 0 | 0 | 0 | 0 | 0  | 0  | +0 |
|  | 10.  | Mezzolara            | 0  | 0 | 0 | 0 | 0 | 0  | 0  | +0 |
|  | 11.  | Osteria Grande       | 0  | 0 | 0 | 0 | 0 | 0  | 0  | +0 |
|  | 12.  | Pietracuta           | 0  | 0 | 0 | 0 | 0 | 0  | 0  | +0 |
|  | 13.  | Russi                | 0  | 0 | 0 | 0 | 0 | 0  | 0  | +0 |
|  | 14.  | Sampierana           | 0  | 0 | 0 | 0 | 0 | 0  | 0  | +0 |
|  | 15.  | Sanpaimola           | 0  | 0 | 0 | 0 | 0 | 0  | 0  | +0 |
|  | 16.  | Sant'Agostino        | 0  | 0 | 0 | 0 | 0 | 0  | 0  | +0 |
|  | 17.  | Santarcangelo        | 0  | 0 | 0 | 0 | 0 | 0  | 0  | +0 |
|  | 18.  | Solarolo             | 0  | 0 | 0 | 0 | 0 | 0  | 0  | +0 |

Legenda:
       Promosso in Serie D 2026-2027.
       ammesso agli spareggi nazionali.
 ammesso ai play-off o ai play-out.
       Retrocesso in Promozione 2026-2027.
Regolamento:
Tre punti a vittoria, uno a pareggio, zero a sconfitta.
In caso di arrivo di due o più squadre a pari punti, la graduatoria verrà stilata secondo la classifica avulsa tra le squadre interessate che prevede, in ordine, i seguenti criteri:
- Punti negli scontri diretti.
- Differenza reti negli scontri diretti.
- Differenza reti generale.
- Reti realizzate in generale.
- Sorteggio.